# Southern Kings
I Southern Kings sono stati una franchise sudafricana di rugby a 15 della provincia del Capo Orientale, militavano nel Pro14 dopo essere stati esclusi dal Super Rugby.
Avevano sede a Port Elizabeth, dove si trova anche il loro impianto, il Nelson Mandela Bay Stadium.
Nel settembre 2020 la squadra è stata sciolta dopo essere entrata in liquidazione volontaria.

## Storia
Si tratta della franchise di più recente formazione, essendo stata fondata nel 2009, e le squadre provinciali ad essa afferenti sono gli Eastern Province Kings di Port Elizabeth, i Border Bulldogs di East London e gli Eagles di George, città dell'estremo orientale della provincia del Capo Occidentale.
I Southern Kings erano anche i più recenti ammessi al Super Rugby, nel quale militavano dalla stagione 2013, avendo preso il posto dei Lions, la franchise sudafricana con il peggior piazzamento nel Super Rugby 2012.
In seguito alla decisione dell'aprile 2017 da parte del SANZAAR di ridurre da 18 a 15 le squadre che partecipano al Super Rugby, nel luglio successivo è stato annunciato che una delle tre squadre escluse sono i Southern Kings, che terminano così l'esperienza nel torneo dopo 5 stagioni. Il 1º agosto 2017 viene ufficializzata l'ammissione dei Southern Kings al Pro14.

## Cronologia
| Cronistoria dei Southern Kings |
| --- |
| - 2005 · Costituzione della franchigia dei Southern Spears - 2006 · Cessa l'attività per assenza di garanzie finanziarie - 2009 · Costituzione della franchigia dei Southern Kings - 2009-12 · Attività sportive dimostrative - 2012 · Promozione nel Super Rugby al posto dei Lions - 2013 · 5º ZAF Conference Super Rugby Retrocessione dopo sconfitta nel play-out contro i Lions - 2013-16 · Attività provinciali - 2016 · 4º Africa 2 Conference Super Rugby - 2017 · 4º Africa 2 Conference Super Rugby - 2017 · Escluso dal Super Rugby e partecipa al Pro14 - 2017-18 · 7º Conference B - 2018-19 · 7º Conference B - 2019-20 · Conference B - 2020 · Scioglimento franchigia per problemi finanziari |

## Allenatori
- 2009–2012  Alan Solomons
- 2012–2013  Matt Sexton
- 2015–2019  Deon Davids
- 2019–2020  Robbi Kempson